# Pierre Héricourt
Pour les articles homonymes, voir Héricourt.
Pierre Héricourt, né en 11 juillet 1895 dans le 7e arrondissement de Paris et mort le 17 septembre 1965 à Barcelone en Espagne, est un écrivain et journaliste français, membre de l'Action française royaliste et nationaliste. Sous le régime de Vichy, il préside la Légion française des combattants et puis est consul en Espagne entre 1943 et 1944.

## Biographie

### Première Guerre mondiale
Engagé volontaire comme lieutenant dans le 418e régiment d'infanterie, il se distingue remarquablement sur le champ de bataille. Héros du chemin des Dames, Pierre Héricourt fut blessé cinq fois, reçut quatre citations dont deux à l'ordre de l'armée et la médaille militaire lors de la Première Guerre mondiale.

### Entre-deux-guerres
Le 13 juin 1919, il se fait connaître par son interpellation de Marcel Cachin depuis une tribune de la Chambre des députés.

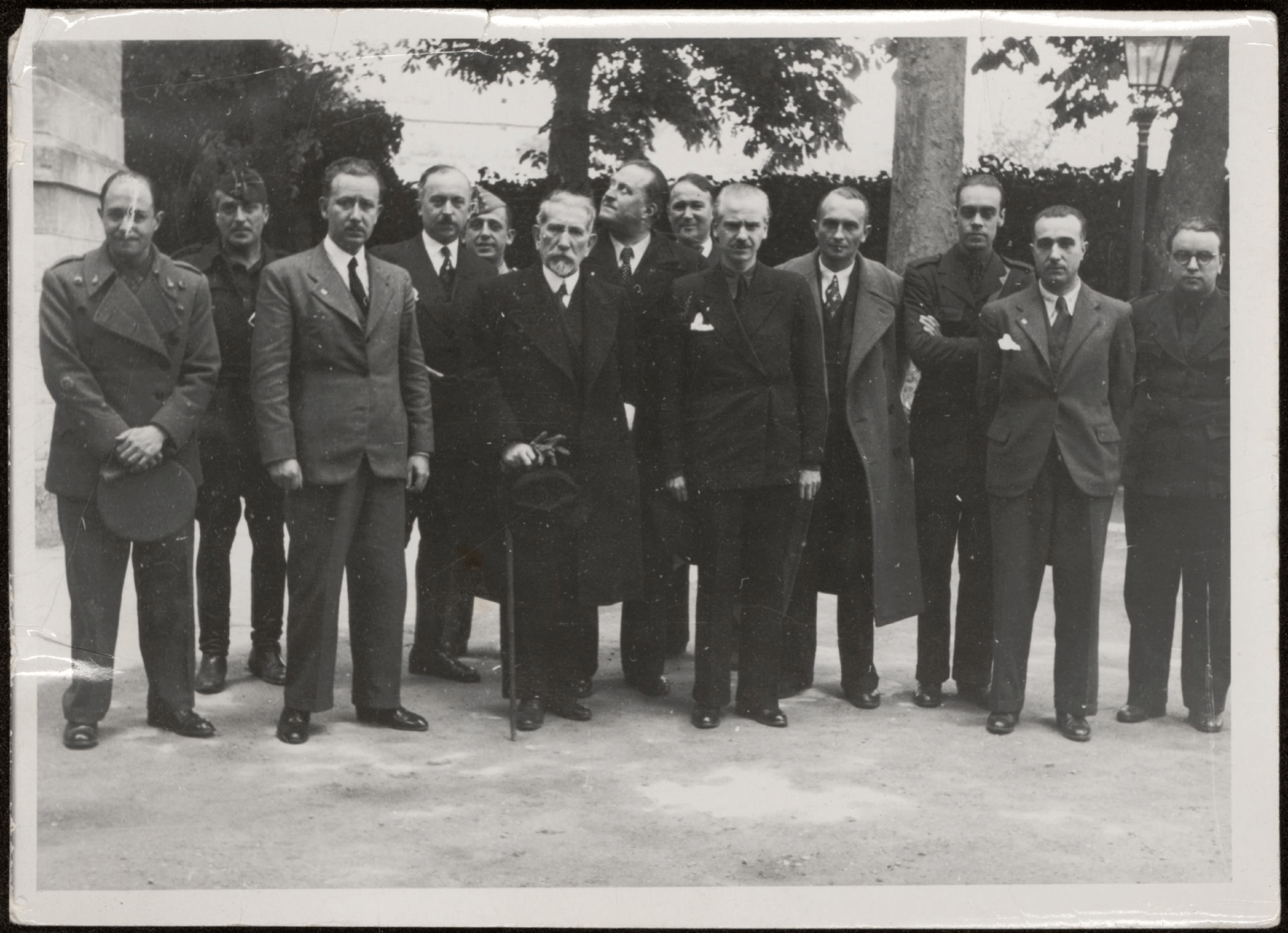
Voyage de Charles Maurras, Maxime Real del Sarte, Pierre Héricourt en Espagne franquiste entre le 3 et 10 mai 1938.

Il est membre du comité directeur de la Ligue des chefs de section et collabore au quotidien La Journée industrielle de 1919 à 1924. Il devient le secrétaire général de la Ligue du Franc-Or fondée le 2 mars 1924 et présidée par Georges Valois. Ensuite, il travaille au Charivari et à L'Action française de 1919 à 1939, comme secrétaire général de la rédaction puis rédacteur parlementaire.
En 1930, il est secrétaire général de l'Association Marius Plateau, l'association des anciens combattants d'Action française.
Lors de la guerre d'Espagne, il prend parti pour le camp franquiste.

### Seconde Guerre mondiale

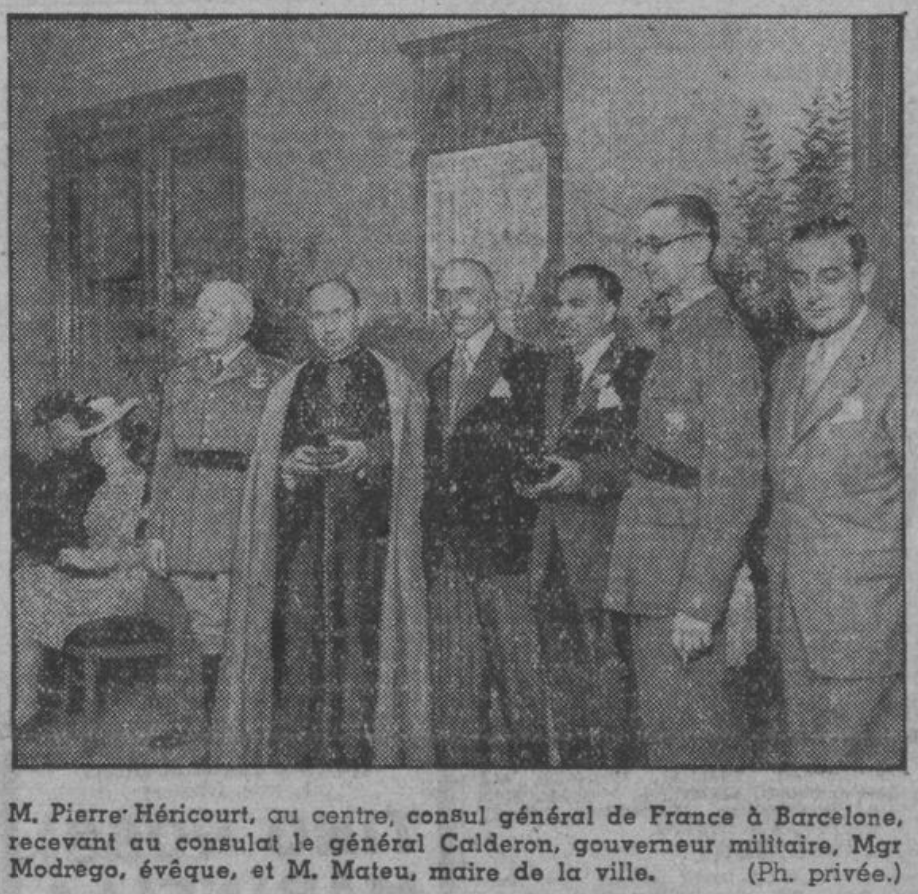
Pierre Héricourt recevant le général Calderon, l'archevêque Gregorio Modrego et Miguel Mateu Pla à Barcelone dans Paris-Soir du 29 février 1944.

Durant la Seconde Guerre mondiale, il est le directeur général de la Légion française des combattants entre 1940 et 1941 puis est nommé consul à la suite de René  Castéran (démissionnaire pour raison de dissidence avec Vichy) entre 1943 et 1944 à Barcelone où il est chargé de chasser les gaullistes à l'ambassade et de promouvoir le régime de Vichy en Espagne.
Son engagement lui vaut d'être décoré de l'ordre de la Francisque. 
La fin de Vichy provoque le rappel des fonctionnaires dont Pierre Héricourt qui est remplacé par Jacques Coiffard, un diplomate ayant exercé en Chine et en Iran dans les années 1930 et 1940. Héricourt trouve asile en Espagne en 1944 tout en dirigeant le Secours national français, organisation d'entraide créée pour les réfugiés politiques du régime de Vichy,. Il meurt en exil en Espagne.

## Œuvres
- Le 418e Un régiment. Des chefs. Des soldats (1922)
- La Dernière des guerres (1923)
- Tels étaient nos chefs et nos soldats (1924)
- Pourquoi Franco vaincra (1936), préfacé par Charles Maurras
- Les Soviets et la France fournisseurs de la révolution espagnole, 100 documents photographiés et recueillis par l'auteur (1938)
- Pourquoi mentir ? L'aide franco-soviétique à l'Espagne rouge (1938)
- Pourquoi Franco a vaincu (1939), préfacé par Francisco Franco